# اللبنانيون في ساحل العاج
اللبنانيون في ساحل العاج يوجد عدد كبير من السكان اللبنانيين في ساحل العاج، وتقدر أعدادهم الكبيرة بعشرات أو مئات الآلاف.  ويعتبروا أكبر جالية شتات لبنانية في غرب إفريقيا.

## تاريخ الهجرة
كان هناك موجتان رئيسيتان للهجرة من لبنان إلى ساحل العاج، وهما المجموعة المعمرة المكونة من العائلات المؤسسة ومجموعة الجدد (القادمين الجدد) الذين شكلوا مجتمعات منفصلة.  على الرغم من أن الهجرة اللبنانية إلى بلدان أخرى في غرب إفريقيا بدأت في أوائل التسعينيات من القرن التاسع عشر، إلا أن الاقتصاد الاستعماري في ساحل العاج لم يتطور إلا بعد الحرب العالمية الأولى، لم يتشكل بالتالي أي مجتمع لبناني هناك حتى عشرينيات القرن الماضي.   استغرقت الرحلة عدة أسابيع، حيث ركب المهاجرون على ظهور الحمير من قراهم الأصلية في جنوب لبنان إلى بيروت، ومن هناك استقلوا سفينة إلى مرسيليا وانتظروا وسيل مغادرة غير نظامية إلى غرب إفريقيا. ربما كان البعض قد قصدوا في الأصل التوجه إلى الولايات المتحدة لكنهم اكتشفوا لدى وصولهم إلى مرسيليا أنهم لا يستطيعون تحمل أجرة السفر، وبالتالي اختاروا رحلة أرخص إلى غرب إفريقيا، أو أنه قد تم خداعهم على متن سفن في طريقها إلى الوجهة الخطأ.  لم يأت المهاجرون الآخرون الأوائل مباشرة من لبنان، فقد كانوا من بين أطفال المهاجرين اللبنانيين السابقين إلى السنغال. نما المجتمع بسرعة بسبب النقص النسبي في إجراءات الدخول مقارنة ببلدان غرب أفريقيا الأخرى.
في بداية من منتصف السبعينيات من القرن الماضي، بدأت موجة جديدة من المهاجرين اللبنانيين بالفرار من الحرب الأهلية اللبنانية. أثار وجودهم مخاوف الحكومة من أنهم قد جلبوا معهم العنف الطائفي الذي أصاب وطنهم، ولكن لم يندلع مثل هذا العنف في الواقع. بحلول أواخر الثمانينيات، أفادت التقارير بوجود ما بين 60000 و 120000 لبناني وسوري يعيشون في ساحل العاج، على الرغم من أن بعض المراقبين اقترحوا رقماً وصل إلى 300000.  قدم كثير من هؤلاء المهاجرين في وقت لاحق من قرية الزرارية في جنوب لبنان. ومع التطورات الحديثة في مجال النقل والاتصالات، ظهر شكل من أشكال القومية عبر الحدود، حيث بدأ الناس بالتنقل بين لبنان وساحل العاج، وأصبحت حفلات الترحيب وتوديع الوافدين الجدد والمغادرين بمثابة أحداث طقوس هامة لا بد منها.

## التجارة والعمالة
بدأ اللبنانيون عند أدنى مستوى من التجارة في تجارة السلع الرخيصة، ولكنهم خلال فترة الكساد الكبير وسّعوا نطاق أعمالهم وبدأوا في الحلول مكان التجار الأوروبيين المستقلين. بدأت رداً على ذلك حملة صغيرة في محاولة لتقييد الهجرة اللبنانية والسورية أيضًا، ولكن جهود الحكومة في هذا الصدد كانت غير فعالة.  استثمر اللبنانيون بكثافة في العقارات الحضرية وكانوا أول من قام بتطوير الفنادق والمطاعم في المناطق الداخلية التي كان الوصول إليها في السابق محدودًا. وشاركوا في الآونة الأخيرة  في نشاطات كرة القدم وإنشاء مدارس تدريب للشباب ومساعدتهم على إقامة اتصال مع الأندية الأوروبية. تهيمن مجموعات من قرى مختلفة في لبنان على صناعات مختلفة، مثل انخراط أولئك الذين تنحدر أصولهم من قرية الزرارية في صناعة البلاستيك، بينما ينشغل الذين من قرية قانا في المنسوجات.
ويدعي اللبنانيون المقيمين في ساحل العاج أنهم يسيطرون على حوالي 40 ٪ من اقتصاد ساحل العاج. 

## قضايا جندرية
يمتاز المجتمع اللبناني بنزعة الزواج الداخلي وزواج الأقارب إلى حد كبير، فالشباب الذين يأملون في الزواج إما يبحثون عن امرأة لبنانية من محيطهم المحلي أو يأخذون عطلة ويعودون إلى قرية أجدادهم في لبنان ويتزوجون امرأة من هناك وأخذها معهم إلى ساحل العاج.  ومع ذلك، لم يكن هذا هو الحال دائما. ففي أوائل القرن العشرين، كان  المهاجرون من الذكور اللبنانيين فقراء لدرجة أنهم لا يستطيعون تحمل تكاليف رحلة العودة أو حتى دفع الأجرة إلى ساحل العاج مع العروس التي رتب زواجهما الأقارب، ولذلك تزوجوا من النساء الأفريقيات بدلاً من ذلك. تغيرت أزياء المرأة بشكل كبير عن القاعدة الزراعية السابقة في جنوب لبنان وأصبحت تمتاز بالأنماط الإسلامية الحديثة والأنماط الغربية، وكلا النمطين يسعيان إلى التميز عن النمط الفلاحي الذي يشير إلى أن مرتديها منخرطون في العمل اليدوي.

## العلاقات بين الأعراق
ينقسم  الشتات اللبناني في ساحل العاج إلى مجتمعين متميزين. يتكون المجتمع الأول من الأشخاص الذين كانوا في البلاد منذ جيلين أو أكثر، أما الثاني فيضم الأشخاص الذين وصلوا إلى البلاد فقط خلال العقدين الماضيين. وكلتا المجموعتين معرضتين للضغط السياسي والتلاعب بسبب عدم قدرتهما على الاندماج في مجتمع ساحل العاج.
دافع أول رئيس لساحل العاج فيليكس هوفويت-بواني عن الأقلية اللبنانية خلال فترة حكمه المبكرة.
استُهدف اللبنانيون بشكل خاص من قبل اللصوص خلال الأزمة العاجية 2010-2011،  بعد حضور سفير لبنان في ساحل العاج علي العجمي حفل أداء اليمين الدستورية للوران غباغبو، وكان العجمي واحدًا من اثنين فقط من الدبلوماسيين الذين قاموا بذلك على الرغم من الدعم واسع النطاق لمنافسه الحسن واتارا. وكان الكثير من اللبنانيين بنظر العاجيين مؤيدين لغباغبو.